# سفارة اليونان في كندا
سفارة اليونان في كندا هي أرفع تمثيل دبلوماسي لدولة اليونان لدى كندا. تقع السفارة في أوتاوا وهي تهدف لتعزيز المصالح اليونانية في كندا.

## وصلات خارجية
- قائمة سفارات اليونان
- قائمة السفارات في كندا